# Monument voor Zuilense Gevallenen
Monument voor Zuilense Gevallenen is een oorlogsmonument in Utrecht ter nagedachtenis aan in de Tweede Wereldoorlog omgekomen bewoners van de toenmalig zelfstandige gemeente Zuilen. Het monument uit 1949 werd gebouwd in de middenberm van de J.M. de Muinck Keizerlaan bij het Prins Bernhardplein. Vanwege de groei van de stad Utrecht stond het monument op die locatie in de weg. De J.M. de Muinck Keizerlaan werd een doorgaande weg naar Overvecht. Het Verzetsmonument werd daarom verplaatst naar het naastgelegen plantsoen. Dit plantsoen werd later genoemd naar de Zuilense verzetsheld Henny Knipschild: het Henny Knipschildplantsoen.

## Beschrijving
Het monument is een bakstenen gedenkmuur met in het midden een zuil. Op de zuil staat een door de Demka gemaakte schaal van corsonit chroomnikkelstaal. Tijdens de 4 mei herdenking wordt er een vlam aangestoken op deze schaal. Voor de muur staan twee witte natuurstenen beelden van een mannen- en een vrouwenfiguur in klassieke stijl. De ontwerper van het geheel is W.C. van Hoorn, de toenmalige gemeentearchitect van Zuilen. Het beeldhouwwerk is van Jo Uiterwaal. 
Op het linker schild staan de namen van 18 omgekomen Zuilenaren vermeld:
- D. van den Brink
- W. van de Sandt
- W.E. Swart
- A.F. Baron van Tuyll van Serooskerken
- W. Smorenburg
- S. Hemmink
- W. van Krimpen
- A. Froom
- H.A. Knipschild
- W.G. de Boer
- R. Loggers
- K.F.N. Tempelman
- G.J. de Boer
- J.J. van der Ham
- W.C. Brouwer
- E.T. Köhler-de Groot
- F.A.J. Odinot
- S. Innikel

## Foto's

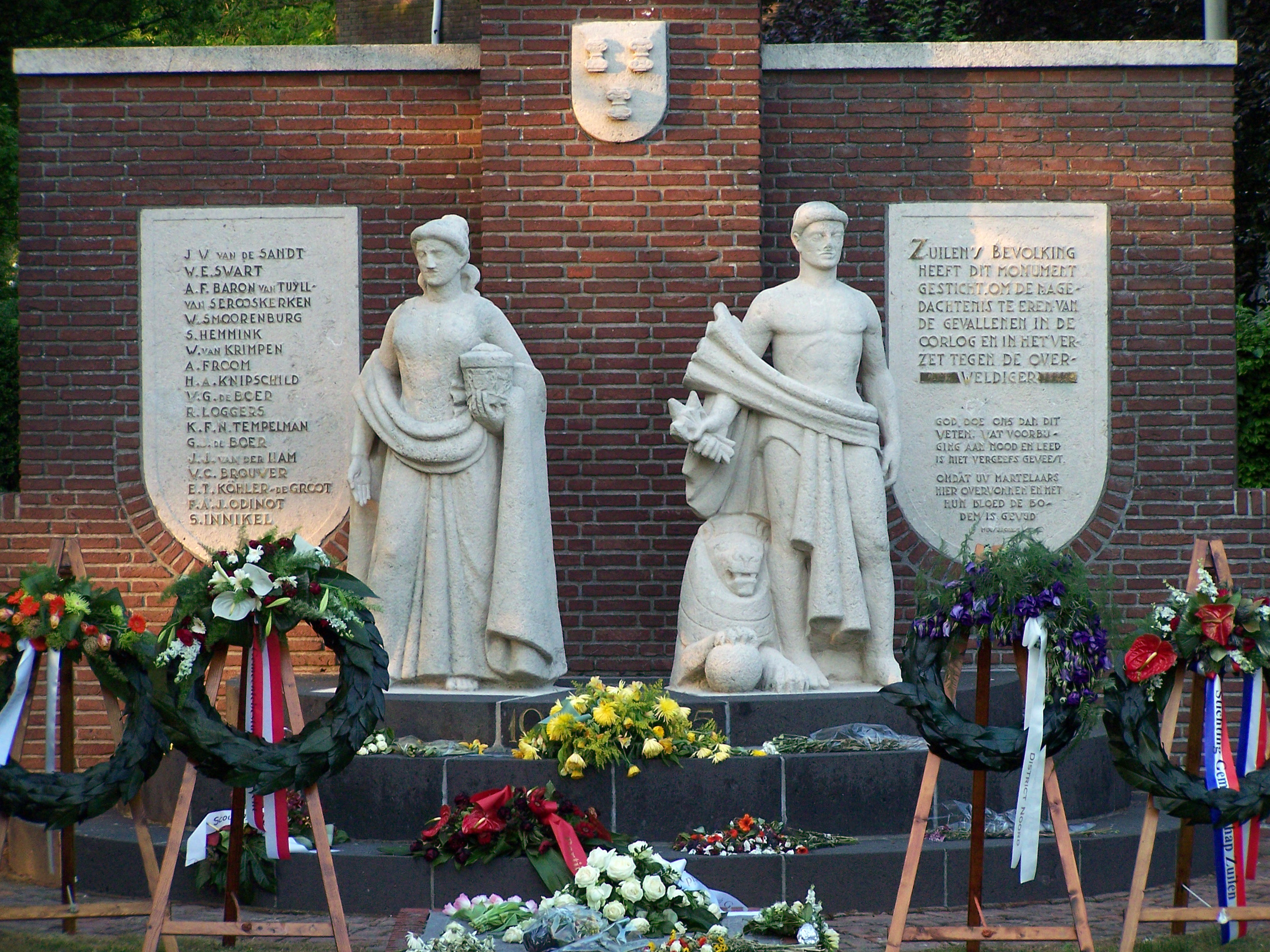
detailaanzicht
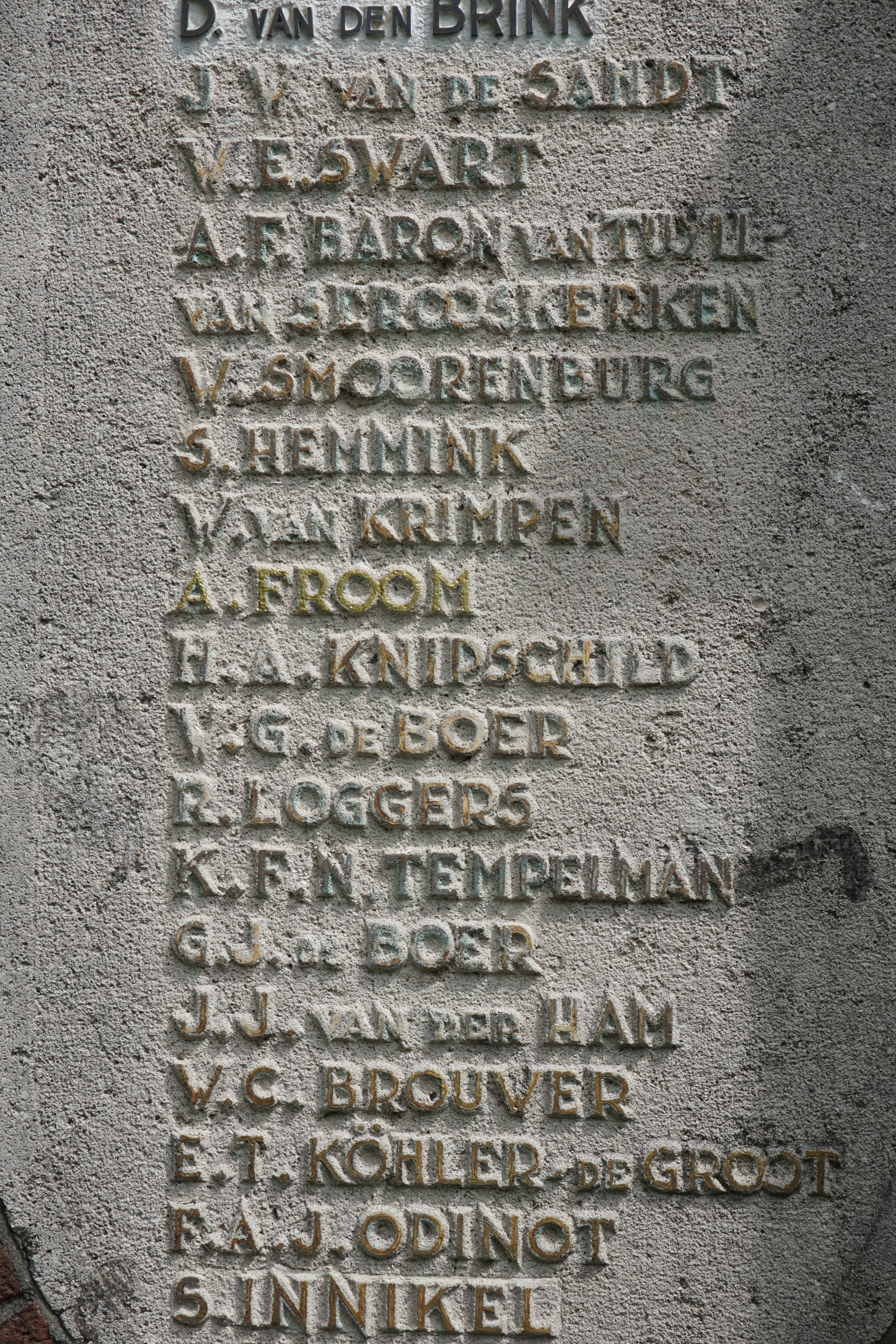
de 18 namen
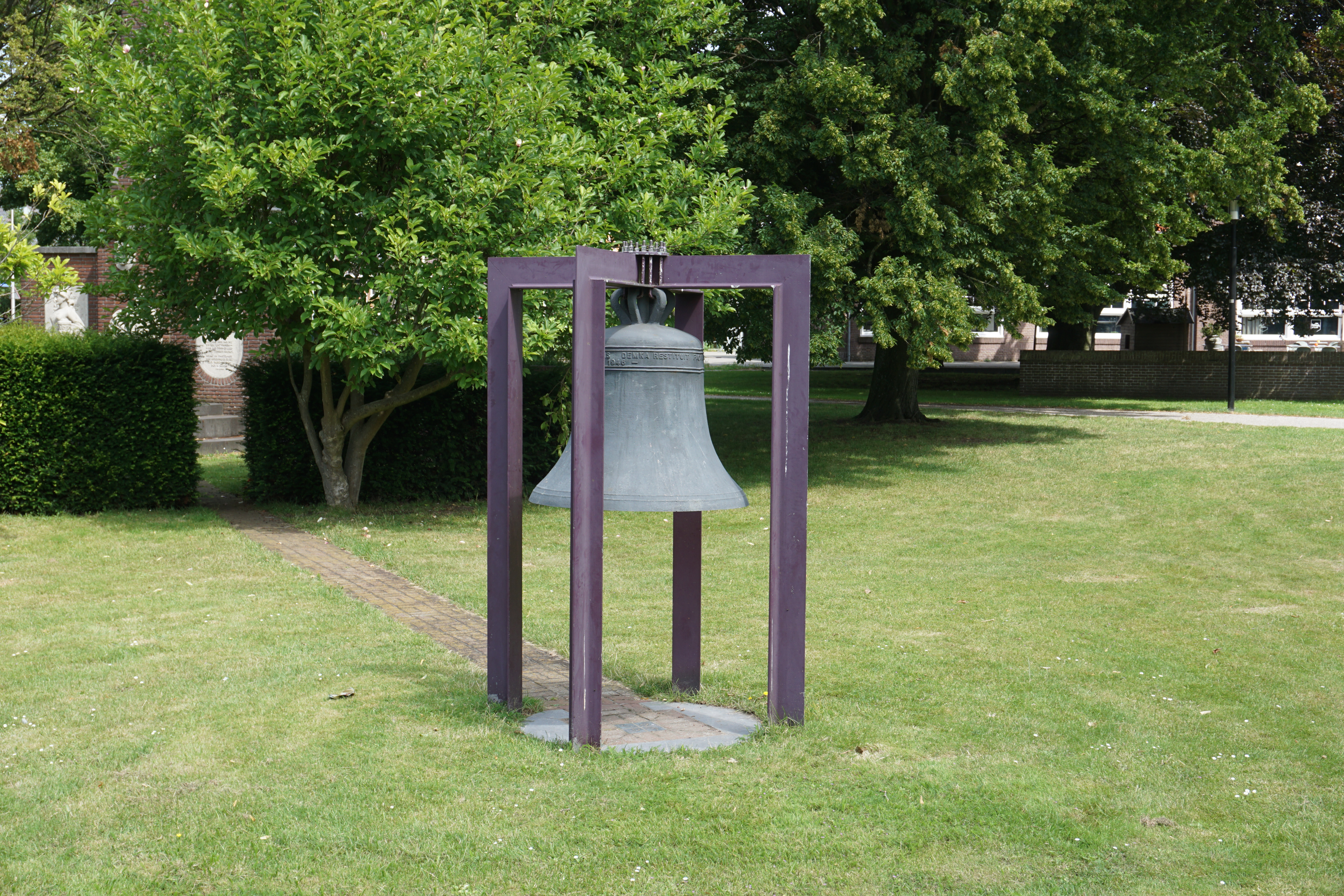
de klok
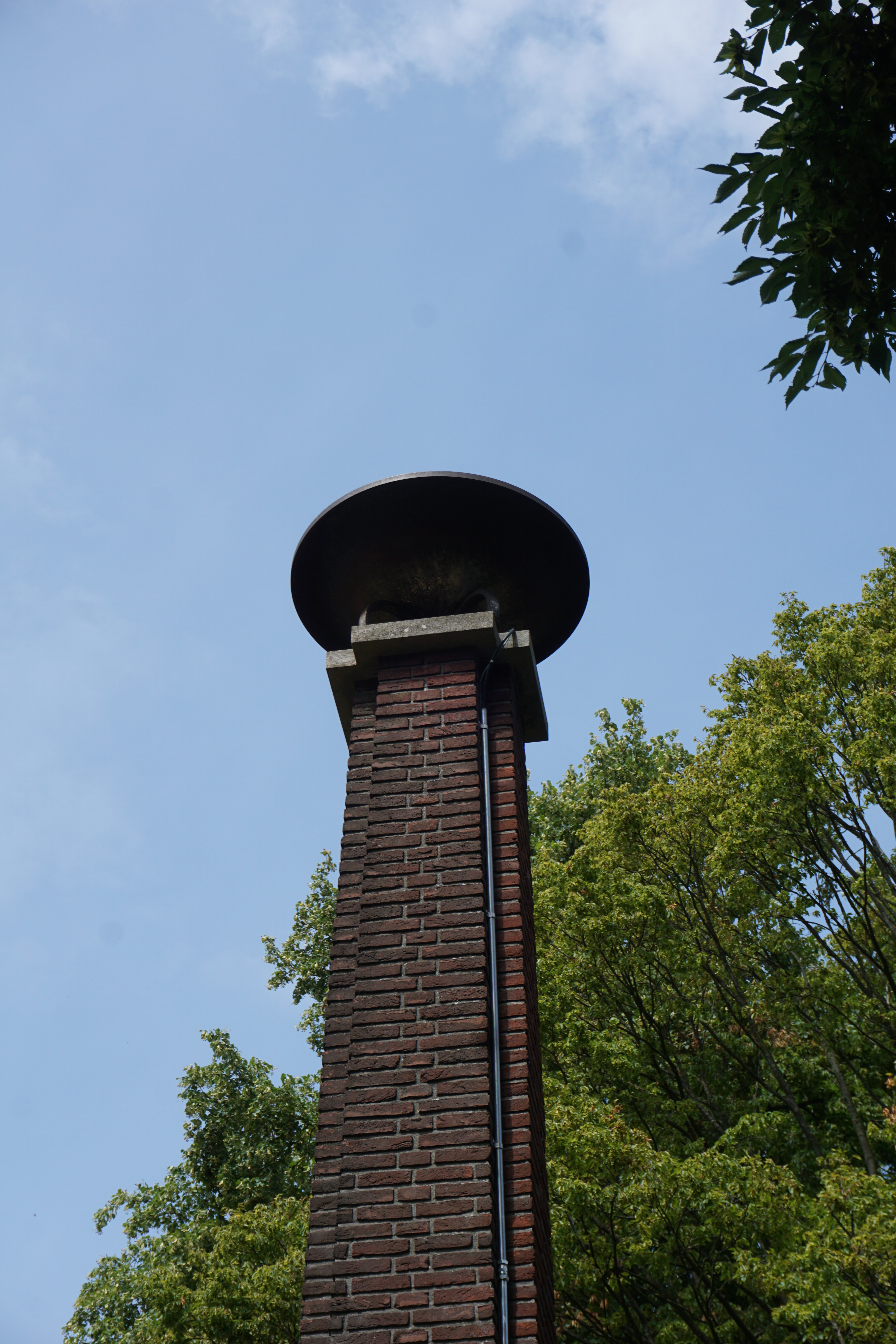
de schaal